# SN 1969B
SN 1969B – supernowa typu II-P odkryta 18 stycznia 1969 roku w galaktyce NGC 3556. Jej maksymalna jasność wynosiła 14,30m.